# Pańkowce (gmina)
Pańkowce – dawna gmina wiejska istniejąca do 31 grudnia 1923 r. w województwie wołyńskim (obecnie na Ukrainie).
W okresie międzywojennym gmina Pańkowce należała do powiatu krzemienieckiego w woj. wołyńskim. Była to najmniejsza gmina powiatu, licząca zaledwie 5000 mieszkańców (większość gmin w powiecie liczyła ponad 10.000) i składająca się tylko z ośmiu miejscowości: Grzybowa, Juśkowce, Krasnołuka, Medwedówka (folwark), Michałówka, Pańkowce, Pasieka (osada) i Zahorce.
1 stycznia 1924 roku gmina została zniesiona, a jej obszar wszedł w skład nowo utworzonej gminy Łanowce. Na mocy umowy między RP a ZSRR o stosunkach prawnych na granicy państwowej, podpisanej w Moskwie 10 kwietnia 1932, ostateczny protokół przebiegu granicy państwowej przekazał Pańkowce ZSRR.